# حلوای ساخالین
حلوای ساخالین (نام علمی: Limanda sakhalinensis) نام گونه‌ای از تیره کفشک‌ماهیان راست‌روی است.